# Georges Codling
Georges Codling (* 2. Juni 1915 in Sorel/Québec; † 2004) war ein kanadischer Pianist, Organist, Dirigent und Komponist.

## Leben
Codling begann im Alter von vier Jahren Klavier zu spielen und selbst komponierte Stücke aufzuführen. Er besuchte in seiner Heimatstadt das Collège Mont Saint-Bernard und hatte dort ab 1922 Violin-, Klavier- und Klarinettenunterricht bei August Liessens. Ab 1929 studierte er am Conservatoire National de Musique Orgel und Komposition bei Camille Couture und gregorianischen Gesang bei Eugène Lapierre und erhielt 1934 das Lehrdiplom.
Er wurde dann Kapellmeister an der Kirche Notre-Dame und 1935 als Nachfolger von Léon de Kestelier musikalischer Leiter der Harmonie Sainte-Cécile an der Académie du Sacré-Cœur, einer von den Frères de la Charité geleiteten Institution. Außerdem wirkte er hier bis 1964 als Organist und Lehrer für Klavier und Instrumentalmusik. Von 1940 bis 1987 war Codling musikalischer Leiter der Harmonie Calixa-Lavallée in Sorel, die 1964 und 1987 einen Ersten bzw. Zweiten Preis beim Festival annuel des harmonies du Québec gewann. Sein Nachfolger wurde sein Enkel Stéphane Laforest. Von 1950 bis 1977 war er außerdem Präsident, Direktor und Präsident des Komitees der Dirigenten der Fédération des Harmonies du Québec.
Seine Ausbildung vervollkommnete Codling an der Universität Montreal, wo er 1941 den Grad eines Bachelor und 1977 eine Licence en musique erlangte und 1942 den Chœur Mixte George Codling gründete. Nach mehreren Jahren als Organist an der Kirche Saint-Maxime wurde er 1955 Titularorganist an der großen Orgel von Saint-Pierre in Sorel; diese Stelle hatte er bis zu seinem Tod inne. Von 1964 bis zu seiner Pensionierung 1980 war er Musiklehrer am Gymnasium Fernand-Lefebvre. Außerdem leitete er Musikcamps in Kanada, den USA und Europa. Nach der Pensionierung übernahm er 1981 die Leitung des Orchestre Symphonique de Carignan.
Codling bearbeitete mehr als dreißig Werke für Blasorchester. Er komponierte mehrere Messen, Chorwerke und Volkslieder für Chor und Harmoniemusik oder Orchester und gründete den ersten Verlag Québecs für Blasorchestermusik. Geehrt wurde er u. a. mit der Medaille des Ordre du Mérite Diocésain (1979) und einer Ehrenauszeichnung von Papst Johannes Paul II. (1980). In seiner Heimatstadt wurde 1973 das Auditorium Georges Codling eröffnet, und es wurde eine Straße nach ihm benannt. 2001 wurde er Member des Order of Canada.